# Xinping
Xinping, tidigare stavat Sinping, är ett autonomt härad för yi- och dai-folken som lyder under Yuxis stad på prefekturnivå i Yunnan-provinsen i sydvästra Kina. Antalet invånare är 285 344. Befolkningen består av 134 276 kvinnor och 151 068 män. Barn under 15 år utgör 18,0 %, vuxna 15–64 år 73 %, och äldre över 65 år 7,0 %.